# Lepithrix abbreviata
Lepithrix abbreviata är en skalbaggsart som beskrevs av François Louis Nompar de Caumont de Laporte 1840. Lepithrix abbreviata ingår i släktet Lepithrix och familjen Melolonthidae. Inga underarter finns listade i Catalogue of Life.